# Demétrio Láscaris Leontário
Demétrio Láscaris Leontário (em grego: Δημήτριος Λάσκαρις Λεοντάρης; 6 de setembro de 1431) foi um importante estadista e líder militar bizantino no começo do século XV, servindo sob os imperadores Manuel II (r. 1391–1425) e João VIII Paleólogo (r. 1425–1448). Pouco se sabe sobre sua família, exceto que tinha dois irmãos e que foi casado, tendo um filho conhecido, João Láscaris Leontário.

## Biografia
Nada se sabe do começo da vida de Leontário, exceto uma declaração do historiador Ducas que Leontário tinha servido com distinção como um oficial na Moreia e Tessália nos anos 1390. Aparece pela primeira vez nas fontes histórias em 1403. Como um amigo próximo e confiável agente de Manuel II, ele escoltou João VII Paleólogo para Tessalônica, a segunda cidade do Império Bizantino, que tinha sido legada por Manuel a ele como um apanágio semi-independente. Leontário permaneceu na cidade e serviu como conselheiro de João VII e ligação a Manuel II até a morte do primeiro em 1408. Neste ponto, Manuel colocou-o como tutor e regente sob seu jovem filho, o déspota Andrônico Paleólogo, que sucedeu João VII como governador de Tessalônica.
Leontário permaneceu em Tessalônica como governador efetivo até 1415/1416, quando o príncipe otomano Mustafá, o Cavalheiro fugiu para a cidade após uma fracassada tentativa de tomar os domínios otomanos na Europa de Maomé I, o Cavalheiro (r. 1413–1421). Maomé ordenou a rendição do rebelde, mas Leontário o encaminhou para Manuel II em Constantinopla. Eventualmente, um acordo foi firmado pelo qual Mustafá seria mantido em exílio na ilha bizantina de Lemnos, em troca de um subsídio anual de 300 000 akçe. O próprio Leontário escoltou Mustafá em um navio para Constantinopla.
No final de 1420 ou começo de 1421 e novamente em maio de 1421, Leontário foi despachado por Manuel à Maomé I em missões de boa vontade, quando aumentou o número de relatórios das preparações de um ataque otomano em Constantinopla. A primeira menção ocorreu durante a travessia do Bósforo por Maomé. Leontário, como chefe do grupo de aristocratas e oficiais bizantinos e suprido com presentes, encontrou Maomé no subúrbio constantinopolitano de Cutulo (provavelmente o moderno Kurtuluş) e escoltou-o para Diplociônio (moderno Beşiktaş), onde o imperador e seus filhos esperavam em suas galés. O segundo encontro foi uma embaixada completa na residência do sultão em Adrianópolis em maio de 1421, talvez conectada com a alteração pretendida no desejo de Maomé que tinha feito Manuel guardião de seus dois jovens filhos. Leontário foi cordialmente recebido, mas negociações foram impedidas pela morte de Maomé em 21 de maio. Para prevenir outro conflito pela sucessão, sua morte foi mantida em segrego por um tempo, e Leontário encontrou-se sob prisão domiciliar virtual. Apenas com dificuldade ele descobriu as novidades da morte do sultão e as reportou em Constantinopla.
Seguindo a morte de Maomé, o partido hewkish na corte bizantina, encabeçado pelo filho e coimperador de Manuel, João VIII, tornou-se ascendente, e Manuel II resignou o controle efetivo do Estado para ele. Leontário libertou Mustafá do exílio, e junto com seu apoiante Cüneyt Bei de Aidim, ao príncipe otomano foi prometido apoio imperial contra Murade II (r. 1421–1444) se ele renunciasse a fortaleza estrategicamente importante de Galípoli. Com apoio bizantino, Mustafá sitiou e tomou Galípoli, e conseguiu rapidamente estabelecer sua autoridade sobre os domínios otomanos europeus. Contudo, quando Leontário foi enviado para exigir Galípoli de Mustafá, ele foi rejeitado. No evento, Mustafá foi derrotado por Murade na primavera de 1422, abandonado por seus apoiantes, capturado e executado.
Leontário aparece novamente em 1427, quando chefiou a frota bizantina em sua última vitória naval, sobre as forças de Carlos I Tocco (r. 1411–1429) na Batalha das Equinadas. Ele depois retirou-se para um mosteiro, sob o nome monástico Daniel, e morreu provavelmente em 6 de setembro de 1431. Foi sepultado no mosteiro de Petra em Constantinopla. Marcos Eugênicos e Genádio Escolário escreveram elogios funerários em sua honra.